# 앙골라긴귀박쥐
 앙골라긴귀박쥐(Laephotis angolensis)는 애기박쥐과에 속하는 박쥐의 일종이다. 앙골라와 콩고민주공화국의 습윤 사바나 지역에서 발견된다.

## 특징
작은 박쥐로 몸길이가 46~50mm, 전완장이 32~36mm, 꼬리 길이가 36~38mm이다. 발 길이는 6mm이고, 귀 길이는 15~18mm이다. 등쪽은 누르스름한 갈색부터 불그스레한 갈색까지 다양하지만 배쪽은 연한 회색이다. 주둥이는 털이 없고 짙은 갈색이다. 귀는 짙은 갈색이고 삼각형 모양이고 아주 가늘고 길며 끝이 둥글다.

## 생태
먹이는 곤충이다.

## 분포 및 서식지
콩고민주공화국 남동부와 앙골라 중부에 널리 분포한다. 삼림 지역에 서식한다.